# سوپر جام اروپا ۱۹۸۳
فینال سوپر جام اروپا ۱۹۸۳، رقابت پایانی سوپر جام اروپا است که مابین دو تیم باشگاه فوتبال آبردین و باشگاه فوتبال هامبورگ برگزار شده‌است.
این مسابقه که در تاریخ‌های ۲۲ نوامبر ۱۹۸۳ و ۲۰ دسامبر ۱۹۸۳ انجام شده‌است در مجموع با نتیجه ۲ بر ۰ به سود باشگاه فوتبال آبردین به پایان رسید.